# Lucy Dacus
Lucy Elizabeth Dacus (Mechanicsville, 2 mei 1995) is een Amerikaanse  muzikant. 

## Biografie
Dacus groeide op in Richmond, Virginia. Haar muziekcarrière begon met de verschijning van haar debuutalbum, No Burden, in 2016. Dit album leverde haar een contract met Matador Records op. Hierna heeft ze nog drie albums uitgebracht: Historian (2018), Home Video (2021) en haar aanstaande album, Forever is a Feeling (2025). 
Naast haar solowerk is Dacus ook lid van de indie- supergroep Boygenius, samen met Julien Baker en Phoebe Bridgers. De band heeft één studioalbum en twee EP's uitgebracht. Met hun studioalbum, the record (2023), heeft de band drie Grammy Awards gewonnen.  Ze zijn hiermee de eerste volledig vrouwelijke band die de prijzen voor Beste Rocknummer en Beste Rockoptreden heeft gewonnen.
- Bibliothèque nationale de France: cb17826293r (data)
- Gemeinsame Normdatei: 1160455368
- International Standard Name Identifier: 0000 0004 6298 7453
- Library of Congress Control Number: no2016135330
- MusicBrainz: dbe7fdf7-81b2-418b-b3f6-81ae71532f40
- Virtual International Authority File: 54147663066960552059